# 宣和镇
宣和镇，是中华人民共和国宁夏回族自治区中卫市沙坡头区下辖的一个乡镇级行政单位。

## 行政区划
宣和镇下辖以下地区：
福堂村、福兴村、羚羊村、东月村、宣和村、何营村、旧营村、赵滩村、三营村、张洪村、宏爱村、马滩村、汪园村、永和村、曹山村、敬农村、喜沟村、丹阳村、草台村和华和村。